# ملعب العميد استانيسلاو لوبيز
ملعب العميد استانيسلاو لوبيز (بالإنجليزية: Estadio Brigadier General Estanislao López)‏ هو ملعب كرة قدم متعدد الأغراض يقع في سانتا في، الأرجنتين، يتسع لـ 33,548 متفرج.

## التاريخ
افتتح الملعب في 9 يوليو 1946.